# Aphyssura crassigaster
Aphyssura crassigaster är en tvåvingeart som beskrevs av Norris 1999. Aphyssura crassigaster ingår i släktet Aphyssura och familjen spyflugor. Inga underarter finns listade i Catalogue of Life.